# Dichotomius bos
Dichotomius bos är en skalbaggsart som beskrevs av Blanchard 1846. Dichotomius bos ingår i släktet Dichotomius och familjen bladhorningar. Inga underarter finns listade i Catalogue of Life.